# Connie, die kleine Kuh
Connie, die kleine Kuh (Originaltitel: Connie the Cow) ist eine US-amerikanisch-spanische Kinder-Zeichentrickserie, die zwischen dem 8. September 2003 und dem 1. April 2007 ausgestrahlt wurde.

## Handlung
Die kleine Kuh Connie lebt mit ihren Eltern Mollie und Bill zusammen auf einer Wiese von einer kleinen Farm. Allerdings will sie die Welt erkunden und bricht daher immer wieder aus. Dabei begegnet sie unterschiedlichen Tieren mit unterschiedlichen Verhaltensweisen und erlebt viele Abenteuer. Zudem lernt sie jeden Tag etwas neues kennen und freut sich über ihre vielen Erlebnisse in der Natur.

## Ausstrahlung
Die deutsche Erstausstrahlung fand am 27. September 2004 auf dem deutschen Disney Channel statt. Weitere Ausstrahlungen im deutschsprachigen Raum erfolgten ebenfalls auf Playhouse Disney und Disney Junior. Die Serie erschien zudem auf DVD. Regie führte Josep Viciana und das Drehbuch schrieb Cristina Brandner.